# Powiat Mosonmagyaróvár
Powiat Mosonmagyaróvár (węg. Mosonmagyaróvári járás) – jeden z siedmiu powiatów komitatu Győr-Moson-Sopron na Węgrzech. Siedzibą władz jest miasto Mosonmagyaróvár.

## Miejscowości powiatu Mosonmagyaróvár
- Ásványráró
- Bezenye
- Darnózseli
- Dunakiliti
- Dunaremete
- Dunasziget
- Feketeerdő
- Halászi
- Hédervár
- Hegyeshalom
- Jánossomorja
- Károlyháza
- Kimle
- Kisbodak
- Lébény
- Levél
- Lipót
- Máriakálnok
- Mecsér
- Mosonmagyaróvár
- Mosonszentmiklós
- Mosonszolnok
- Püski
- Rajka
- Újrónafő
- Várbalog